# Slavoj Žižek
 Der er for få eller ingen kildehenvisninger i denne artikel, hvilket er et problem. Du kan hjælpe ved at angive troværdige kilder til de påstande, som fremføres i artiklen.

Slavoj Žižek (født 21. marts 1949 i Ljubljana, Slovenien) er slovensk sociolog, filosof, psykoanalytiker og kulturkritiker. Han har en doktorgrad i filosofi fra universitetet i Ljubljana og har studeret psykoanalyse ved Paris Universitet. I 1990 kandiderede han for præsidentposten i Slovenien for partiet Sloveniens Liberale Demokrati (slovensk: Liberalna demokracija Slovenije) – dog uden at vinde.
Žižek er en vigtig repræsentant for slovensk filosofi, som er velkendt for sin brug af psykoanalytikeren Jacques Lacan til en ny læsning/tolkning af populærkulturen. Ud over sin rolle som fortolker af Lacan skriver han essays om adskillige emner, heriblandt: fundamentalisme, tolerance, politisk korrekthed, globalisering, subjektivitet, menneskerettigheder, Lenin, postmodernisme, multikulturalisme, David Lynch og Alfred Hitchcock.